# Matigramma obscurior
Matigramma obscurior är en fjärilsart som beskrevs av Embrik Strand 1917. Matigramma obscurior ingår i släktet Matigramma och familjen nattflyn. Inga underarter finns listade i Catalogue of Life.